# Naselje Stjepana Radića
 Naselje Stjepana Radića  falu Horvátországban Zágráb megyében. Közigazgatásilag Vrbovechez tartozik.

## Fekvése
Zágrábtól 35 km-re északkeletre, községközpontjától 2 km-re délre fekszik. Belterülete mindössze egyetlen nyugat-keleti irányú főutcából áll.

## Története
A települést 1890-ben alapították a verebóci uradalomhoz tartozó korábbi major helyén. 1890 és 1918 között Žabac, 1918 és 1990 között Šabac Vrbovečki volt a neve. Az 1990-ben történt demokratikus változások során kapta a mai nevét. Stjepan Radić horvát politikusnak, a Horvát Parasztpárt (HRSS) első elnökének a nevét viseli.
A falunak 1890-ben 122, 1910-ben 107 lakosa volt. Trianonig Belovár-Kőrös vármegye Kőrösi járásához tartozott. 2001-ben 168 lakosa volt. 

## Lakosság
| Lakosság változása | Lakosság változása | Lakosság változása | Lakosság változása | Lakosság változása | Lakosság változása | Lakosság változása | Lakosság változása | Lakosság változása | Lakosság változása | Lakosság változása | Lakosság változása | Lakosság változása | Lakosság változása | Lakosság változása |
| ------------------ | ------------------ | ------------------ | ------------------ | ------------------ | ------------------ | ------------------ | ------------------ | ------------------ | ------------------ | ------------------ | ------------------ | ------------------ | ------------------ | ------------------ |
| 1857               | 1869               | 1880               | 1890               | 1900               | 1910               | 1921               | 1931               | 1948               | 1953               | 1961               | 1971               | 1981               | 1991               | 2001               |
| 0                  | 0                  | 0                  | 122                | 95                 | 107                | 37                 | 42                 | 60                 | 62                 | 55                 | 87                 | 132                | 148                | 168                |

## Külső hivatkozások
Vrbovec város hivatalos oldala